# エッロ
エッロ（伊: Ello）は、イタリア共和国ロンバルディア州レッコ県にある、人口約1,200人の基礎自治体（コムーネ）。

## 地理

### 位置・広がり
レッコ県南部のコムーネ。県都レッコから南南西へ8kmの距離にある。

#### 隣接コムーネ
隣接するコムーネは以下の通り。
- コッレ・ブリアンツァ
- ドルツァーゴ
- ガルビアーテ
- オッジョーノ

### 気候分類・地震分類
気候分類では、zona E, 2653 GGに分類される。
また、イタリアの地震リスク階級 (it) では、zona 3 (sismicità bassa) に分類される。

## 行政

### 分離集落
エッロには、以下の分離集落（フラツィオーネ）がある。
- Arnerio, Baragiola, Boggia, Bosina, Fura, Malavoglia, Marconaga, Pressaco, Ronchetti, Vedizero, Zero

### 山岳部共同体
レッコ県とベルガモ県にまたがる広域自治体「ラーリオ・オリエターレ＝ヴァッレ・サン・マルティノ山岳部共同体」  (it:Comunità montana Lario Orientale - Valle San Martino)  （事務所所在地: ガルビアーテ）を構成する自治体のひとつである。